# Distretto di Bala Buluk
Il distretto di Bala Buluk è un distretto nella provincia di Farah, nell'Afghanistan occidentale. La popolazione, stimata nel dicembre 2004 in 100.429 abitanti è in maggioranza Pashtun (95%) con una minoranza tagika.
Nel maggio 2009 un raid aereo americano contro i Talebani nel villaggio di Granai uccise molti civili. Secondo quanto sostenuto dal New York Times e da alcune associazioni per i diritti umani sarebbero morte 117 persone, mentre le fonti americane sostengono non siano morti più di 100 civili. Secondo gli abitanti del villaggio i Talebani avrebbero lasciato il luogo prima dell'attacco.
Il 17 settembre 2010 lungo la strada che collega Farah a Delaram è morto in un attentato contro militari italiani il tenente Alessandro Romani.